# Merluccius polli
Merluccius polli ist eine Fischart aus der Familie der Seehechte (Merlucciidae) und kommt im östlichen Atlantik vor.

## Merkmale
Merluccius polli wird durchschnittlich 40 Zentimeter, maximal 80 Zentimeter lang. Der Kopf des Fisches ist groß und wird bis zum Maul hin flacher, seine Brustflossen reichen bei kleinen Exemplaren normalerweise bis zum Beginn der Afterflossen. Bei größeren Individuen reicht sie nicht mehr zum Ansatz der Afterflossen. Diese Seehechte werden am Rücken schwarz und am Bauch stahlgrau, bei manchen Fischen kann dies dunkler ausfallen und sie können auch schwarz am Bauch werden. Die Schwanzflosse besitzt hingegen weiße Ränder, die Rückenflosse besitzt eine harte und 45 bis 52 weiche Flossenstrahlen.

## Verbreitung
Dieser Fisch ist im östlichen Atlantik, vor der Küste des tropischen Westafrikas, heimisch. Sein Ausbreitungsgebiet liegt im Norden angefangen bei den Kanarische Inseln und reicht südlich bis nach Angola und dem Kap Fria.

## Lebensweise
Dieser am Boden lebender Fisch hält sich über dem Festlandsockel der afrikanischen Westküste in Tiefen von 50 bis 910 Metern, meistens zwischen 50 und 550 Metern, auf. Desto tiefer dieser Fisch lebt umso größer kann er werden. Dort ernährt er sich von kleinen Fischen, Tintenfischen und Garnelen. Die Geschlechtsreife erreichen weibliche Fische bei etwa einer Länge von 44 Zentimetern.

## Gefährdung
Da diese Art nicht so stark kommerziell wertvoll wie andere Seehechte entlang der Westküste Afrikas ist, ist sein Bestand stabil. Zwischen 350 und 550 Metern Meerestiefe ist er vor der Küste Angolas der häufigst auftretende Fisch. Er wird jedoch an der Küste vor Angola gefischt und liefert jährlich hohe Erträge. Merluccius polli wird oft als Beifang seiner Artgenossen zum Beispiel des Kap-Seehechts oder Merluccius paradoxus gefangen aber auch bei der Garnelenfischerei. Seit dem Jahr 2000 sind die Fangraten recht niedrig, unter 8000 Tonnen, geblieben. Daher wird diese Art durch die Weltnaturschutzunion (IUCN) als nicht gefährdet eingestuft, man sollte jedoch die Erträge niedrig halten und diese auch beobachten, um eine Ausbeutung zu vermeiden.

## Belege
1. 1 2 3 4  Merluccius polli in der Roten Liste gefährdeter Arten der IUCN 2017-2. Eingestellt von: Iwamoto, T., 2012-07-12.
2. 1 2 3  Merluccius polli auf Fishbase.org (englisch)